# وولزلی
وولزلی (به انگلیسی: Wolseley) شرکت مصالح ساختمانی بریتانیایی و چندملیتی است، که در سال ۱۸۸۷ توسط فردریک وولزلی در شهر لندن تأسیس شد.
شرکت وولزلی بزرگترین توزیع‌کننده سیستم‌های گرمایشی در جهان می‌باشد. این شرکت در زمینه تولید و عرضه لوله‌های صنعتی، شیرآلات و اتصالات، تجهیزات سرمایش و تهویه مطبوع فعالیت می‌کند.
دفتر مرکزی شرکت وولزلی در شهر ردینگ، انگلستان قرار دارد و بخشی از سهام آن در بازار بورس لندن معامله می‌شود. این شرکت هم‌اکنون دارای عملیات در ۲۵ کشور جهان می‌باشد.